# Sarcodum
Genre
Sarcodum est un genre de plantes à fleurs dicotylédones de la famille des Fabaceae, sous-famille des Faboideae, originaire d'Asie de l'Est et du Sud-Est, qui comprend deux espèces acceptées.

## Liste d'espèces
Selon The Plant List (13 novembre 2018) :
- Sarcodum bicolor Adema
- Sarcodum scandens Lour.